# Vittorio Holtier
Vittorio Holtier (n. 13 octombrie 1945, Șendreni, România – d. februarie 2014, Roma, Italia) a fost un pictor și scenograf român de teatru și film. Era un artist profund și rafinat, plin de modestie și smerenie. „Numele artistului Vittorio Holtier pe afișul unui spectacol depune mărturie că nimic nu va fi lăsat la voia întâmplării”.

## Biografie
S-a născut la 13 octombrie 1945, decedat în februarie 2014. A absolvit Institutul de Arte Plastice și Decorative „Nicolae Grigorescu”, București, secția scenografie. Este membru al UAP și UNITER, pictor scenograf la Teatrul Odeon.

## Spectacole cu scenografia semnată de Vittorio Holtier
- "Ultima femeie a seniorului Juan", de Leonid Juhovitki, regia: Vladimir Granov
- "joi.megaJoy" de Katalin Thuroczy, un spectacol de Radu Afrim (2006)
- "Arden din Feversham" anonim elisabethan, regia: Dragoș Galgoțiu, Teatrul Odeon (2003)
- "Gaițele" de Al. Kirițescu, regia: Alexandru Dabija, Teatrul Odeon (2002)
- "Regele Lear" de W. Shakespeare, regia: "Dragoș Galgoțiu, Teatrul Bulandra, București (1999)
- "Furtuna" de W. Shakespeare, regia: Dragoș Galgoțiu, Teatrul Maghiar Cluj (1998)
- "Copiii soarelui" de M. Gorki, regia: Cristian Hadji-Culea, Teatrul Mic (1997)
- "Troilus și Cresida" de W. Shakespeare, regia: Dragoș Galgoțiu, Teatrul de Comedie (1995)
- "Lulu" de F. Wedekind, regia: Dragoș Galgoțiu, Teatrul Odeon (1995)
- "Teatru seminar" de Petre Țuțea, regia: Dragoș Galgoțiu, Teatrul Odeon (1992)
- "Tragica istorie a doctorului Faustus" de Cristopher Marlowe, regia: Dragoș Galgoțiu, Teatrul Odeon (1991)
- "Trei surori" de A.P. Cehov, regia: Aureliu Manea, Teatrul Municipal “Toma Caragiu”, Ploiești (1989)
- "Mult zgomot pentru nimic" de W. Shakespeare, regia: Dragoș Galgoțiu, Teatrul de Stat Ploiești (1988)
- "D'ale carnavalului" de I.L. Caragiale, regia: Dragoș Galgoțiu, Teatrul de Stat Ploiești (1984)
- "A treia țeapă" de Marin Sorescu, regi:a Letiția Popa, Teatrul de Stat Ploiești (1979)
- "Arden din Kent" anonim elisabethan, regia: Aureliu Manea, Teatrul de Stat Ploiești (1978)
- "Lapte de pasăre (Timpul in doi)" de D.R. Popescu, regia: Alexandru Tatos,Teatrul de Stat Ploiești (1977)
- "Barbarii" de Maxim Gorki, regia: Alexa Visarion, Teatrul Nottara (1976)
- "Năpasta" de Ion Luca Caragiale, regia: Alexa Visarion, Teatrul Giulești, București (1974)
- "Meșterul Manole" de Lucian Blaga, regia: Alexa Visarion, Teatrul Național Cluj (1973)

## Filmografie

### Scenograf
- Duhul aurului (1974) – asistent decoruri
- Zidul (1975)
- Mere roșii (1976)
- Înainte de tăcere ‎(1978) – în colaborare cu Sava Cuzmin
- Lișca (1984)

## Expoziții
- Expoziție personală de pictură la Caminul Artei București (2001)
- Expoziție personală de pictură la galeria Galateea București (1982)
- Expoziție personală de grafică la galeria Galateea București (1978)

## Premii
- Premiul UNITER pentru întreaga activitate (2002)
- Nominalizare la UNITER pentru scenografia spectacolelor "Trolius și Cresida" și "Lulu" (1995)
- Premiul UAP pentru scenografie (1991)
- Premiul I la concursul de pictura Rovigo, Italia (1989)
- Premiul I pentru scenografie de teatru pentru spectacolul "A treia țeapă" (1977)
- Premiul ATM pentru scenografie pentru spectacolul "Timpul în doi" (1976)
- Premiul I pentru scenografie de film "Mere roșii" (1976)
- Participări la Trienalele de scenografie din România, la Quadrienalele de scenografie de la Praga,la expozițiile de scenografie românească în RDG, la expozițiile internaționale de scenografie de la Novisad